# Jacob Gade
Jacob Gade (Vejle, 29. studenog 1879. – Vejle, 20. veljače 1963.), danski skladatelj, violinist i dirigent.
1919. je otputovao u SAD, gdje je svirao violinu u jednom od njujorških simfonijskih orkestara, ali se 1921. vratio u Kopenhagen. Tu je 1925. skladao Tango Jalousie za film i tako je počeo njegov put ka slavi. Ta skladba je jedna od najpoznatijih melodija ikada skladanih.